# La Leyenda del Monte Ağrı
La Leyenda del Monte Ağrı (turco: Ağrıdağı Efsanesi) es una novela épica del afamado escritor turco Yashar Kemal. Publicado por primera vez en 1970, la novela trata del amor imposible entre Ahmet, un campesino y Gülbahar, la hija de Mahmut Han, el terrateniente de las tierras y pueblos alrededor del Monte Ağrı. La novela, aparte de contar esta historia de amor y la sicología de sus protagonistas, también describe la cultura y las costumbres de los pueblos de la montaña en la época de la leyenda.
La Leyenda del Monte Ağrı ha inspirado una película y una obra de ópera, ambas con el mismo nombre.